# Horacio Icasto
Horacio Bernardino Icasto (Benito Juárez, 22 de diciembre de 1940 - Madrid, 5 de agosto de 2013) fue un pianista, compositor, director de orquesta, profesor de música y arreglista argentino afincado en España desde 1972.

## Trayectoria artística
Comenzó su carrera a los 3 años de edad como acompañante de un músico invidente.
Inició sus estudios musicales a los 4 años con la Profesora Noemí Beretta en el Conservatorio Santa Cecilia.
A los 6 años de edad, debutó en la orquesta típica de su padre Horacio Baudello Icasto.
Viajó a Buenos Aires, donde continuó sus estudios con el maestro Alberto Dima y a la edad de 10 años obtuvo el título de Profesor Superior de Piano, fecha en la que interpretó las 32 sonatas de Beethoven.
Estudió armonía con Jacobo Fischer y composición y dirección orquestal con Teodoro Fuchs.
A los 14 años fue becado por Abey Simmons y Friedrich Gulda para tomar clases de perfeccionamiento musical y a los 15 dio un concierto en Buenos Aires, junto a Marta Argerich y Bruno Gelber de su misma edad. Para ese entonces grababa su primer LP.
A los 17 años fue maestro Interno del Teatro Colón y ganó los concursos Franz Liszt, Hebraica y Mozart.
A los 18 años inició giras por el continente americano como solista y director de orquesta. Desde muy joven tomó contacto con el jazz, tanto en su faceta de intérprete como en la de arreglista y compositor, actuando con algunos de los más sobresalientes músicos de jazz del mundo como Art Blakey, Max Roach, Bob Moses, Paquito de Rivera, Arturo Sandoval y Gary Burton, entre otros.
En 1972 se traslada a Europa instalando su residencia en España, donde desarrolló su actividad como concertista, director, arreglista, compositor e intérprete de jazz.
Su aporte a la fusión del jazz con la música clásica europea ha sido uno de sus grandes valores.
Su dilatada carrera como intérprete, abarcó distintas formaciones con las que ha dado recitales en Asia, Medio Oriente, Europa, Estados Unidos y Sudamérica.
En España ha colaborado con Víctor Manuel, Ana Belén, Miguel Ríos, Joan Manuel Serrat (giras de Nadie es perfecto 1994-1995, El gusto es nuestro 1996, A vuelo de pájaro 1996-1997, Serrat Sinfónico 2004), Paloma Berganza (CD Avec le temps con Horacio Icasto Trío, 2002 y Boulevard latino, 2004), Pasión Vega (Gracias a la vida), Pedro Ruy-Blas (Cd Ample, 2008 y diversas giras en los últimos años), entre otros artistas.
Compaginaba sus recitales con su labor pedagógica en el Conservatorio Superior de Música de El Escorial. Además de su colaboración artística en discos de otros músicos y vocalistas, en los años 70 edita el LP
33 Éxitos 70 (Epic) con versiones instrumentales de éxitos internacionales de la música ligera de la época. En 2003 publicó su disco Debussiana (Sello Discográfico Ensayo), clásicos como Debussy, Gershwin, Piazzolla, Prokófiev o Ravel a ritmo de jazz con el Horacio Icasto Trio. En 2009 edita su CD Horacio Icasto en el Central (Ingo Records).
En la localidad asturiana de Navia se celebra desde 2001 un festival que lleva su nombre desde la edición de 2006: "Festival de Música Horacio Icasto". Aunque Icasto vivía en Madrid, Navia es un pueblo con el que estaba muy vinculado y que visitaba en verano.
En sus últimos años fue profesor de la escuela municipal de música y danza de Boadilla del Monte (Madrid) pudiendo disfrutar de un último concierto junto al director de la Escuela don Antonio Águila Ruiz
El pianista falleció en el Hospital Universitario Puerta de Hierro de Majadahonda el 5 de agosto de 2013.
El 9 de abril de 2014, sus compañeros y amigos de la escuela municipal de música y danza de Boadilla del Monte le rindieron un homenaje dentro de las actividades de la II Semana Cultural de la escuela. El concierto comenzó con la proyección de un vídeo de la Rhapsody in Blue interpretada por el maestro y su alumno Antonio Águila Ruiz, actual profesor y director de la escuela, y siguió con un repertorio de obras clásicas, populares y, por supuesto, de jazz.